# 沈香閣

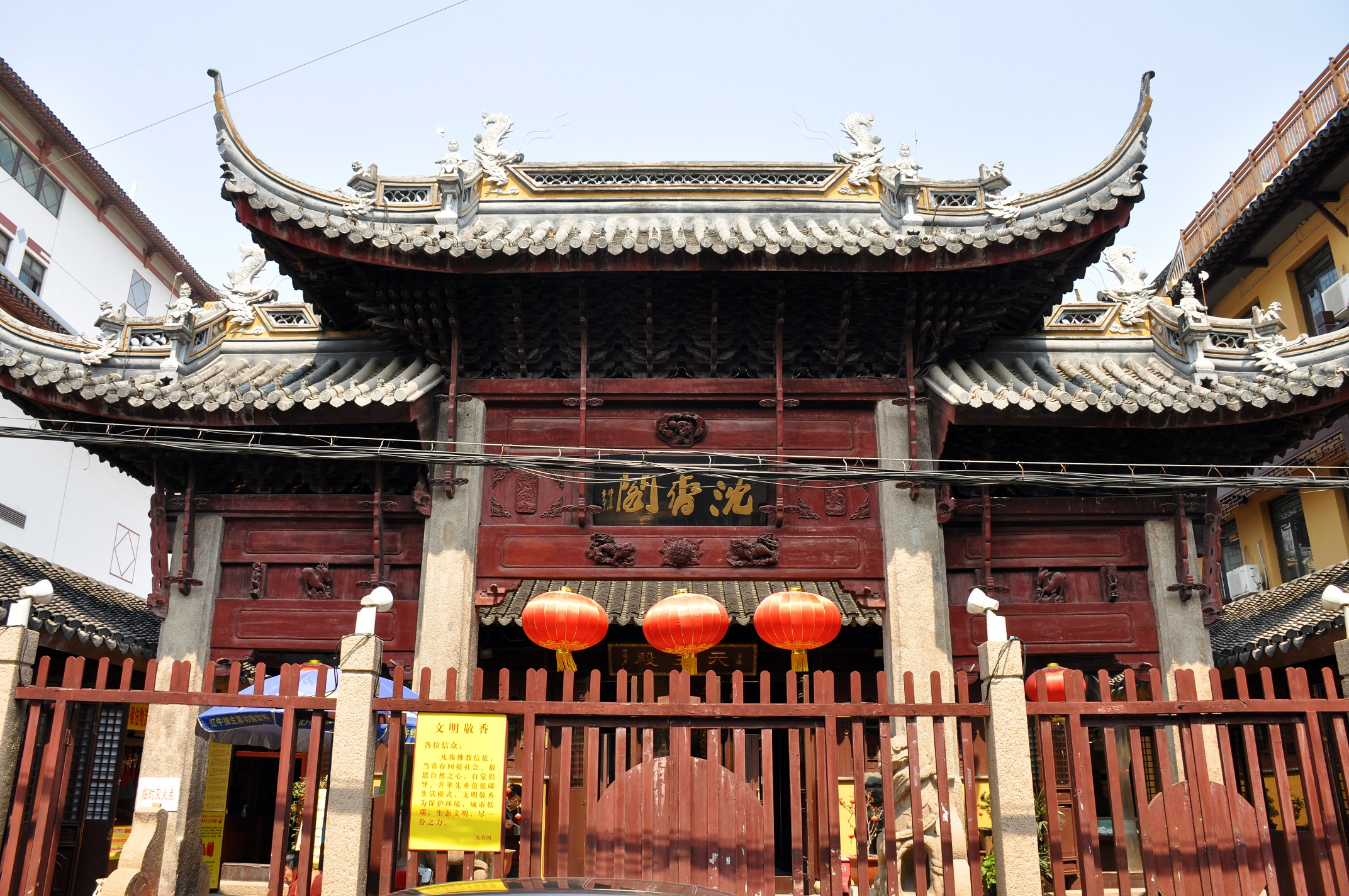
沈香閣。

沈香閣（じんこうかく）は、中華人民共和国上海市黄浦区にある仏教寺院。中国で最大級といわれる尼寺。

## 歴史
沈香閣は、明代の万暦二十八年（1600年）とされ、豫園を造営した明代の役人・潘允端が川に浮かんでいた木彫りの観音像を祭るために建造したのが始まりと伝わる。
清代の康熙二十三年(1684年)、曹垂燦は寺院殿堂を再建した。嘉慶六年(1801年)、上海巡道李廷敬と知県湯燾が資金を募り全面重建し、大改修後に「慈雲禅寺」に改名して。1805年、潘允端の後人は不動産を寄付してこの寺を拡張てた、巡道鍾琦と知県蘇昌阿は大衆を率いて殿堂を増築する。嘉慶十九年、僧振錫は資金集め修建大雄宝殿。道光二十九年(1849年)、僧清如は資金集め修建両廂楼。同治三年(1864年)、僧清如は資金集め修建鶴軒。
中華民国三十二年(1943年)、應慈法師に住した。
1956年、地元政府は寺院を修復する。1959年5月26日、上海市人民政府は仏寺を上海市文物保護単位に認定した。1966年、毛沢東が文化大革命を発動し、寺院の不動産は工場に収用され、寺院の宗教活動は中止に追い込まれた。1983年、中華人民共和国国務院は仏寺を漢族地区仏教全国重点寺院に認定した。1987年9月、上海市仏教協会会長真禅が、應慈法師紀念堂を建立した。1989年9月、上海市仏教協会副会長、慈修庵の住職観性法師が資金を募り全面重建し、明清寺院の風格を回復する。中国仏教協会会長趙朴初から「南海宝筏飛渡沈香観音大士閣」の額を賜った。1992年10月15日、仏像開眼式が行われた。1996年11月20日、国務院は仏寺を全国重点文物保護単位に認定した。

## 伽藍
牌楼、天王殿、大雄宝殿（本堂）、観音閣

## 主な住僧
- 振錫
- 清如
- 應慈法師
- 定慧法師